# Răzvan Negrescu
Răzvan Marian Negrescu (sinh ngày 9 tháng 8 năm 1995) là một cầu thủ bóng đá người România thi đấu ở vị trí hậu vệ cho Metalurgistul Cugir.